# Девіс Васкес
Де́віс Естівен Ва́скес Льяч (ісп. Devis Estiven Vásquez Llach; нар. 12 травня 1998, Барранкілья) — колумбійський футболіст, воротар італійського клубу «Рома».

## Клубна кар'єра

### «Гуарані»
Вихованець клубу «Кортулуа». 2016 року підписав контракт з «Патріотас Бояка». В 2018 році на правах оренди відправився у «Ла Екідад», але так і не дебютував за основний склад. Після завершення оренди повернувся в «Патріотас Бояка», де у підсумку не зіграв жодної хвилини за команду. 2020 року перейшов у парагвайський клуб «Гуарані». 21 лютого в матчі проти «Олімпії» дебютував у парагвайській Прімері. 25 лютого дебютував у Кубку Лібертадорес в матчі кваліфікації проти болівійського «Рояль Парі». В сезоні 2022 провів за клуб 25 поєдинків у Прімері (усі — як основний воротар) і 2 — в Кубку Лібертадорес.

### «Мілан»
3 січня 2023 року перейшов в італійський клуб Серії A «Мілан», підписавши контракт до червня 2026 року. Втім у сезоні 2023–24 за «Мілан» так і не дебютував.
5 серпня 2023 року відправився в сезонну оренду в англійський клуб «Шеффілд Венсдей», що за результатами попереднього сезону підвищився до Чемпіоншипу. 9 серпня 2023 року дебютував за нову команду в матчі Кубка ліги проти «Стокпорт Каунті». У цій грі, що в основний час завершилась унічию (1–1), допоміг своїй команді перемогти, відбивши два удари в серії післяматчевих пенальті. 12 серпня в поєдинку проти «Галл Сіті» дебютував у Чемпіошипі. 18 січня 2024 року достроково повернувся з оренди до «Мілану», а вже наступного дня був орендований клубом Серії B «Асколі» до кінця сезону. 3 березня 2024 року дебютував за «Асколі» в матчі Серії B проти «Реджани», замінивши Пабло Родрігеса наприкінці гри через вилучення воротаря Емільяно Вівіано. За час оренди провів 10 ігор (з них — 5 «сухих» матчів) за клуб, який в результаті вибув до Серії C.
18 липня 2024 року на правах оренди перейшов у клуб Серії А «Емполі» до кінця сезону. 10 серпня дебютував за «Емполі» в матчі Кубка Італії проти «Катандзаро». 17 серпня в поєдинку проти «Монци» дебютував у Серії А.

### «Рома»
29 липня 2025 року підписав дворічний контракт з «Ромою».

## Кар'єра в збірній
13 березня 2023 року вперше викликаний до збірної Колумбії головним тренером Нестором Лоренсо для участі в товариських матчах проти збірних Південної Кореї та Японії. У цих поєдинках на поле не виходив.

## Статистика виступів
Станом на 25 травня 2025
| Клуб              | Сезон             | Чемпіонат         | Чемпіонат | Чемпіонат | Кубок | Кубок | Кубок ліги | Кубок ліги | Континентальні | Континентальні | Інші  | Інші | Всього | Всього |
| Клуб              | Сезон             | Дивізіон          | Матчі     | Голи      | Матчі | Голи  | Матчі      | Голи       | Матчі          | Голи           | Матчі | Голи | Матчі  | Голи   |
| ----------------- | ----------------- | ----------------- | --------- | --------- | ----- | ----- | ---------- | ---------- | -------------- | -------------- | ----- | ---- | ------ | ------ |
| Гуарані           | 2021              | Прімера Дивізіон  | 3         | –5        | 0     | 0     | 0          | 0          | 1              | –1             | —     | —    | 4      | –6     |
| Гуарані           | 2022              | Прімера Дивізіон  | 25        | –35       | 0     | 0     | 0          | 0          | 2              | –3             | —     | —    | 27     | –38    |
| Гуарані           | Всього            | Всього            | 28        | –40       | 0     | 0     | 0          | 0          | 3              | –4             | —     | —    | 31     | –44    |
| Мілан             | 2022–23           | Серія А           | 0         | 0         | 0     | 0     | 0          | 0          | 0              | 0              | —     | —    | 0      | 0      |
| Мілан             | 2023–24           | Серія А           | 0         | 0         | 0     | 0     | 0          | 0          | 0              | 0              | —     | —    | 0      | 0      |
| Мілан             | Всього            | Всього            | 0         | 0         | 0     | 0     | 0          | 0          | 0              | 0              | —     | —    | 0      | 0      |
| → Шеффілд Венсдей | 2023–24           | Чемпіоншип        | 9         | –16       | 0     | 0     | 1          | –1         | —              | —              | —     | —    | 10     | –17    |
| → Асколі          | 2023–24           | Серія B           | 10        | –8        | —     | —     | —          | —          | —              | —              | —     | —    | 10     | –8     |
| → Емполі          | 2024–25           | Серія А           | 32        | –45       | 2     | –2    | —          | —          | —              | —              | —     | —    | 34     | –47    |
| Рома              | 2025–26           | Серія А           | 0         | 0         | 0     | 0     | 0          | 0          | 0              | 0              | —     | —    | 0      | 0      |
| Всього за кар'єру | Всього за кар'єру | Всього за кар'єру | 79        | –109      | 2     | –2    | 1          | –1         | 3              | –4             | 0     | 0    | 85     | –116   |

1. 1 2  Матчі в Кубку Лібертадорес